# Jolanda di Savoia
Jolanda di Savoia is een gemeente in de Italiaanse provincie Ferrara (regio Emilia-Romagna) en telt 3298 inwoners (31-12-2004). De oppervlakte bedraagt 108,1 km², de bevolkingsdichtheid is 31 inwoners per km².

## Demografie
Jolanda di Savoia telt ongeveer 1378 huishoudens. Het aantal inwoners daalde in de periode 1991-2001 met 14,0% volgens cijfers uit de tienjaarlijkse volkstellingen van ISTAT.
| Jaar | Inwoneraantal |
| ---- | ------------- |
| 1991 | 3895          |
| 2001 | 3351          |

## Geografie
De gemeente ligt op ongeveer 1 meter boven zeeniveau.
Jolanda di Savoia grenst aan de volgende gemeenten: Berra, Codigoro, Copparo, Formignana, Migliarino, Tresigallo.